# André Marchand (musicien)
Pour les articles homonymes, voir André Marchand (homonymie).
André Marchand est un guitariste, chanteur, podorythmiste et compositeur basé à Joliette, dans Lanaudière, au Québec.

## Biographie
André Marchand grandit dans une famille de musiciens, plus particulièrement issus de la musique classique. Ses deux sœurs sont pianistes. 
Il fait la rencontre de musiciens comme Gilles Cantin et Normand Miron, pour qui la musique traditionnelle est présente et vivante dans leur famille. En 1975, il se rassemble avec d’autres musiciens chez Gilles Cantin à Saint-Alexis-des-Monts et cofonde le groupe La Bottine Souriante aux côtés d’Yves Lambert et de Mario Forest. 
À partir de 1976, il participe à l’élaboration des six premiers opus de La Bottine Souriante et fait de nombreuses tournées avec le groupe. Il quitte la formation en 1990, deux ans après la sortie de l’album Je voudrais changer d’chapeau.
En 1979, pendant un séjour prolongé dans la région de Québec, il intègre la formation Le Rêve du Diable et participe à l’album Délires et des Reels.
En 1991, il crée un nouveau projet musical aux côtés du musicien Jean-Paul Loyer. Ils sortent un album intitulé Détournement majeur, où airs traditionnels et compositions interprétés à la guitare se rencontrent. Pete Sutherland, multi-instrumentiste, participe au projet en y ajoutant des pistes de banjo, de piano, de violon et de synthétiseur. Une réédition de l’album est publiée en 2016.
En 1993, il se rassemble avec les musiciens Normand Miron, Jean-Claude Mirandette et Jean-Paul Loyer. Ils fondent le groupe Les Frères Labri et publient un opus intitulé Quand l’vent vire de côté. La même année, il démarre un projet musical avec le musicien américain Grey Larsen, spécialisé en musique traditionnelle irlandaise. Ils sortent l’album The Orange Tree, Irish and French Canadian Roots. Neuf ans plus tard, ils publient un deuxième opus, appelé Les Marionnettes. 
En 1996, il se lie avec les musiciens Normand Miron et Lisa Ornstein et sortent un album intitulé Le Bruit court dans la ville. Le trio utilise ensuite ce titre comme nom de formation et sort deux autres albums appelés Les vents qui ventent et 30 ans déjà, sortis respectivement en 2014 et en 2019. Parallèlement, Marchand et Ornstein forment un duo et sortent One Fine Summer Day / Par un beau samedi d’été en 2009.
Marchand cofonde le groupe a capella Les Charbonniers de l’enfer aux côtés de Michel Bordeleau, Michel Faubert, Jean-Claude Mirandette et Normand Miron. Ils réalisent six albums entre 1996 et 2011, ainsi qu’un album avec Gilles Vigneault en en 2007 et un album-anniversaire en 2018.
Il se joint à Michel Bordeleau, Normand Miron et Raynald Dupras pour former le groupe Les Mononcles. Ils sortent l’album Blanche en 2008.
Il se joint au duo de musiciens Fiachra O’Regan et Sophie Lavoie pour sortir un album appelé Un Canadien errant, en 2016. En 2018, ils présentent un deuxième opus intitulé Portraits, nommé au Gala de l’ADISQ dans la catégorie Album traditionnel de l’année. En 2021, la formation prend le nom de Grosse Isle et présente un troisième album, nommé Le Bonhomme sept heures / The Bonesetter.
Depuis 2017, il fait partie de la formation de Robert Legault et les Mercenaires du terroir, aux côtés de l’harmoniciste Robert Legault et des multi-instrumentistes David Simard, David Brunelle et Louis-Simon Lemieux. 
Depuis 1990, André Marchand travaille en tant que réalisateur et ingénieur de son pour plusieurs projets musicaux.

## Prix et distinctions
En 1989, il remporte un prix JUNO (Best Roots/Traditional Album) pour l’album Je voudrais changer d’chapeau avec La Bottine Souriante.
Il remporte trois prix Félix au Gala de l’ADISQ avec le groupe Les Charbonniers de l’enfer dans la catégorie Meilleur album de l’année - traditionnel. 

## Discographie (en tant que musicien)
1978 : Y’a ben du changement, La Bottine Souriante
1979 : Délires et des Reels, Le Rêve du Diable
1980 : Les Épousailles, La Bottine Souriante
1983 : Chic & Swell, La Bottine souriante
1986 : La traversée de l’Atlantique, La Bottine Souriante
1987 : Tout comme au jour de l’an, La Bottine Souriante
1988 : Je voudrais changer d’chapeau, La Bottine Souriante
1991 : Détournement majeur, avec Jean-Paul Loyer (guitare) et Pete Sutherland (banjo, violon, piano et synthétiseurs)
1993 : Quand l’vent vire de côté, Les Frères Labri
1993 : The Orange Tree, avec Grey Larsen
1996 : Le Bruit Court dans la Ville, avec Lisa Ornstein (violon) et Normand Miron (accordéon)
1996 : Chansons Acapella, Les Charbonniers de l’enfer
2002 : WÔ, Les Charbonniers de l’enfer
2004 : Les marionnettes, avec Grey Larsen
2005 : En personne, Les Charbonniers de l’enfer
2007 : À la grâce de Dieu, Les Charbonniers de l’enfer
2007 : La sacrée rencontre, Les Charbonniers de l’enfer avec Gilles Vigneault
2008 : L’album Blanche, Les Mononcles
2009 : One fine Summer's day = Par un beau samedi d'été, avec André Marchand (guitare)
2009 : La traversée miraculeuse, avec Les Charbonniers de l'enfer et La Nef
2010 : The Magic Paintbrush, avec Dan Compton (guitare) et André Marchand (pieds)
2013 : Mémoire maudite, avec Michel Faubert
2014 : Les vents qui ventent, Le bruit court dans la ville
2016 : Un canadien errant, avec Sophie Lavoie et Fiachra O’Regan
2017 : Le mouton noir et autres airs fabuleux, avec Robert Legault et les Mercenaires du terroir
2017 : " La veuve joyeuse " album Consolez-vous du groupe De Temps Antan
2018 : Portraits, avec Sophie Lavoie et Fiachra O’Regan
2019 : 30 ans déjà, Le bruit court dans la ville
2021 : Le Bonhonmme sept heures / The Bonesetter, Grosse Isle